# Japan Studio
Japan Studio va ser un desenvolupador de videojocs japonès amb seu a Tòquio. Un estudi propi de Sony Interactive Entertainment (abans Sony Computer Entertainment), va ser més conegut per les sèries Ape Escape, LocoRoco, Patapon, Gravity Rush i Knack, els jocs Team Ico, Bloodborne, The Legend of Dragon i Astro's Playroom. L'abril de 2021, Japan Studio es va reorganitzar i es va fusionar amb Team Asobi i altres estudis SIE.

## Llista de videojocs

### 1994–1998
| Any  | Títol                                                                | Plataforma(es) | Ref(s). |
| ---- | -------------------------------------------------------------------- | -------------- | ------- |
| 1994 | Crime Crackers                                                       | PlayStation    | [ 1 ]   |
| 1995 | Victory Zone                                                         | PlayStation    | [ 1 ]   |
| 1995 | Rapid Reload                                                         | PlayStation    | [ 1 ]   |
| 1995 | Jumping Flash!                                                       | PlayStation    | [ 1 ]   |
| 1995 | Arc the Lad                                                          | PlayStation    | [ 1 ]   |
| 1995 | Philosoma                                                            | PlayStation    | [ 1 ]   |
| 1995 | Hermie Hopperhead: Scrap Panic                                       | PlayStation    | [ 1 ]   |
| 1995 | Wizardry VII: Crusaders of the Dark Savant                           | PlayStation    | [ 1 ]   |
| 1995 | Sengoku Cyber: Fujimaru Jigoku Hen                                   | PlayStation    | [ 1 ]   |
| 1995 | Beyond the Beyond                                                    | PlayStation    | [ 1 ]   |
| 1995 | Sentou Kokka: Air Land Battle                                        | PlayStation    | [ 1 ]   |
| 1995 | Project Horned Owl                                                   | PlayStation    | [ 1 ]   |
| 1996 | Jumping Flash! 2                                                     | PlayStation    | [ 1 ]   |
| 1996 | Popolocrois                                                          | PlayStation    | [ 1 ]   |
| 1996 | Eigo no Tetsujin: Center Shiken Trial                                | PlayStation    | [ 1 ]   |
| 1996 | Victory Zone 2                                                       | PlayStation    | [ 1 ]   |
| 1996 | Arc the Lad II                                                       | PlayStation    | [ 1 ]   |
| 1996 | Rurouni Kenshin: Meiji Kenyaku Romantan – Ishin Gekitou Hen          | PlayStation    | [ 1 ]   |
| 1996 | PaRappa the Rapper                                                   | PlayStation    | [ 1 ]   |
| 1996 | Fluid                                                                | PlayStation    | [ 1 ]   |
| 1996 | Wild Arms                                                            | PlayStation    | [ 1 ]   |
| 1997 | I.Q.: Intelligent Qube                                               | PlayStation    | [ 1 ]   |
| 1997 | Sentou Kokka Kai: Improved                                           | PlayStation    | [ 1 ]   |
| 1997 | Alundra                                                              | PlayStation    | [ 1 ]   |
| 1997 | Velldeselba Senki: Tsubasa no Kunshou                                | PlayStation    | [ 1 ]   |
| 1997 | Pet in TV                                                            | PlayStation    | [ 1 ]   |
| 1997 | Baby Universe                                                        | PlayStation    | [ 1 ]   |
| 1997 | Quest for Fame                                                       | PlayStation    | [ 1 ]   |
| 1997 | Ghost in the Shell                                                   | PlayStation    | [ 1 ]   |
| 1997 | Everybody's Golf                                                     | PlayStation    | [ 1 ]   |
| 1997 | Arc the Lad: Monster Game with Casino Game                           | PlayStation    | [ 1 ]   |
| 1997 | Linda³ Again                                                         | PlayStation    | [ 1 ]   |
| 1997 | The Granstream Saga                                                  | PlayStation    | [ 1 ]   |
| 1997 | Crime Crackers 2                                                     | PlayStation    | [ 1 ]   |
| 1997 | Elemental Gearbolt                                                   | PlayStation    | [ 1 ]   |
| 1997 | Rurouni Kenshin: Meiji Kenkaku Romantan – Juu Yuushi Inbou Hen       | PlayStation    | [ 1 ]   |
| 1998 | PlayStation Comic No. 1 – Space Adventure Cobra: The Psycogun Vol. 1 | PlayStation    | [ 1 ]   |
| 1998 | PlayStation Comic No. 1 – Space Adventure Cobra: The Psycogun Vol. 2 | PlayStation    | [ 1 ]   |
| 1998 | Zero Pilot: Ginyoku no Senshi                                        | PlayStation    | [ 1 ]   |
| 1998 | PlayStation Comic No. 2 – Carol the Dark Angel                       | PlayStation    | [ 1 ]   |
| 1998 | Tomoyasu Hotei: Stolen Song                                          | PlayStation    | [ 1 ]   |
| 1998 | Devil Dice                                                           | PlayStation    | [ 1 ]   |
| 1998 | Yarudora Series Vol. 1: Double Cast                                  | PlayStation    | [ 1 ]   |
| 1998 | Souten no Shirokikami no Kura Great Peak                             | PlayStation    | [ 1 ]   |
| 1998 | Yarudora Series Vol. 2: Kisetsu wo Dakishimete                       | PlayStation    | [ 1 ]   |
| 1998 | Yarudora Series Vol. 3: Sampaguita                                   | PlayStation    | [ 1 ]   |
| 1998 | Legend of Legaia                                                     | PlayStation    | [ 1 ]   |
| 1998 | Yarudora Series Vol. 4: Yukiwari no Hana                             | PlayStation    | [ 1 ]   |
| 1998 | PopoRogue                                                            | PlayStation    | [ 1 ]   |
| 1998 | Wonder Trek                                                          | PlayStation    | [ 1 ]   |
| 1998 | PlayStation Comic No. 3 – 2999 Game Kids                             | PlayStation    | [ 1 ]   |
| 1998 | I.Q. Final                                                           | PlayStation    | [ 1 ]   |

### 1999–2000
| Any  | Títol                                             | Plataforma(es) | Ref(s). |
| ---- | ------------------------------------------------- | -------------- | ------- |
| 1999 | Circadia                                          | PlayStation    | [ 2 ]   |
| 1999 | Pocket MuuMuu                                     | PlayStation    | [ 2 ]   |
| 1999 | PlayStation Comic No. 4 – Cobra Galaxy Knights    | PlayStation    | [ 2 ]   |
| 1999 | Global Force: New Battle Nation                   | PlayStation    | [ 2 ]   |
| 1999 | Um Jammer Lammy                                   | PlayStation    | [ 2 ]   |
| 1999 | Pocket Dungeon                                    | PlayStation    | [ 2 ]   |
| 1999 | Tamago de Puzzle                                  | PlayStation    | [ 2 ]   |
| 1999 | PlayStation Comic No. 5 – Buzzer Beater (Part 1)  | PlayStation    | [ 2 ]   |
| 1999 | PlayStation Comic No. 5 – Buzzer Beater (Part 2)  | PlayStation    | [ 2 ]   |
| 1999 | Lord of Monsters                                  | PlayStation    | [ 2 ]   |
| 1999 | Ore no Shikabane wo Koete Yuke                    | PlayStation    | [ 2 ]   |
| 1999 | Ape Escape                                        | PlayStation    | [ 2 ]   |
| 1999 | The Book of Watermarks                            | PlayStation    | [ 2 ]   |
| 1999 | Gekisou TomaRunner                                | PlayStation    | [ 2 ]   |
| 1999 | Doko Demo Issyo                                   | PlayStation    | [ 2 ]   |
| 1999 | Everybody's Golf 2                                | PlayStation    | [ 2 ]   |
| 1999 | Panekit                                           | PlayStation    | [ 2 ]   |
| 1999 | Wild Arms 2                                       | PlayStation    | [ 2 ]   |
| 1999 | Ore no Ryouri                                     | PlayStation    | [ 2 ]   |
| 1999 | Paqa                                              | PlayStation    | [ 2 ]   |
| 1999 | Robbit Mon Dieu                                   | PlayStation    | [ 2 ]   |
| 1999 | Brightis                                          | PlayStation    | [ 2 ]   |
| 1999 | Poketan                                           | PlayStation    | [ 2 ]   |
| 1999 | Arc the Lad III                                   | PlayStation    | [ 2 ]   |
| 1999 | Pet in TV with My Dear Dog                        | PlayStation    | [ 2 ]   |
| 1999 | Alundra 2: A New Legend Begins                    | PlayStation    | [ 2 ]   |
| 1999 | Legend of Dragoon                                 | PlayStation    | [ 2 ]   |
| 1999 | Vib-Ribbon                                        | PlayStation    | [ 2 ]   |
| 1999 | Love & Destroy                                    | PlayStation    | [ 2 ]   |
| 1999 | XI [sai] Jumbo                                    | PlayStation    | [ 2 ]   |
| 2000 | Pocket Jiman                                      | PlayStation    | [ 2 ]   |
| 2000 | Beat Planet Music                                 | PlayStation    | [ 2 ]   |
| 2000 | Popolocrois II                                    | PlayStation    | [ 2 ]   |
| 2000 | Chase the Express                                 | PlayStation    | [ 2 ]   |
| 2000 | Koneko mo Issyo: Doko Demo Issyo Tsuika Disc      | PlayStation    | [ 2 ]   |
| 2000 | Addie no Okurimono: To Moze from Addie            | PlayStation    | [ 2 ]   |
| 2000 | Fantavision                                       | PlayStation 2  | [ 2 ]   |
| 2000 | I.Q. Remix+: Intelligent Qube                     | PlayStation 2  | [ 2 ]   |
| 2000 | Tiny Bullets                                      | PlayStation    | [ 2 ]   |
| 2000 | Docchi Meccha!                                    | PlayStation    | [ 2 ]   |
| 2000 | Aconcagua                                         | PlayStation    | [ 2 ]   |
| 2000 | Boku no Natsuyasumi                               | PlayStation    | [ 2 ]   |
| 2000 | Scandal                                           | PlayStation 2  | [ 2 ]   |
| 2000 | TVDJ                                              | PlayStation 2  | [ 2 ]   |
| 2000 | Gekitotsu Toma L'Arc: TomaRunner vs L'Arc-en-Ciel | PlayStation    | [ 2 ]   |
| 2000 | Bikkuri Mouse                                     | PlayStation 2  | [ 2 ]   |
| 2000 | Magical Dice Kids                                 | PlayStation    | [ 2 ]   |
| 2000 | Bealphareth                                       | PlayStation    | [ 2 ]   |
| 2000 | Gunparade March                                   | PlayStation    | [ 2 ]   |
| 2000 | Kouashi Kikou Shidan: Bein Panzer                 | PlayStation    | [ 2 ]   |
| 2000 | Shachou Eiyuuden: The Eagle Shooting Heroes       | PlayStation    | [ 2 ]   |
| 2000 | Koko Hore! Pukka: Dig a-Dig Pukka                 | PlayStation    | [ 2 ]   |
| 2000 | Dark Cloud                                        | PlayStation 2  | [ 2 ]   |
| 2000 | Blood: The Last Vampire (Volume One)              | PlayStation 2  | [ 2 ]   |
| 2000 | Blood: The Last Vampire (Final Volume)            | PlayStation 2  | [ 2 ]   |

### 2001–2002
| Any  | Títol                                       | Plataforma(es) | Ref(s). |
| ---- | ------------------------------------------- | -------------- | ------- |
| 2001 | Sagashi ni Ikou Yo                          | PlayStation 2  | [ 3 ]   |
| 2001 | Sky Odyssey                                 | PlayStation 2  | [ 3 ]   |
| 2001 | Tsugunai: Atonement                         | PlayStation 2  | [ 3 ]   |
| 2001 | Extermination                               | PlayStation 2  | [ 3 ]   |
| 2001 | Okage: Shadow King                          | PlayStation 2  | [ 3 ]   |
| 2001 | Check-i-TV                                  | PlayStation 2  | [ 3 ]   |
| 2001 | Phase Paradox                               | PlayStation 2  | [ 3 ]   |
| 2001 | iMode mo Issyo: Doko Demo Issyo Tsuika Disc | PlayStation    | [ 3 ]   |
| 2001 | Mister Mosquito                             | PlayStation 2  | [ 3 ]   |
| 2001 | Rimo Cocoron                                | PlayStation 2  | [ 3 ]   |
| 2001 | Pipo Saru 2001                              | PlayStation 2  | [ 3 ]   |
| 2001 | Everybody's Golf 3                          | PlayStation 2  | [ 3 ]   |
| 2001 | PaRappa the Rapper 2                        | PlayStation 2  | [ 3 ]   |
| 2001 | Sky Gunner                                  | PlayStation 2  | [ 3 ]   |
| 2001 | The Yamanote Sen: Train Simulator Real      | PlayStation 2  | [ 3 ]   |
| 2001 | Mad Maestro!                                | PlayStation 2  | [ 3 ]   |
| 2001 | Genshi no Kotoba                            | PlayStation 2  | [ 3 ]   |
| 2001 | Seigi no Mikata                             | PlayStation 2  | [ 3 ]   |
| 2001 | Bravo Music: Christmas Edition              | PlayStation 2  | [ 3 ]   |
| 2001 | Legaia 2: Duel Saga                         | PlayStation 2  | [ 3 ]   |
| 2001 | Toro to Kyuujitsu                           | PlayStation 2  | [ 3 ]   |
| 2001 | Yoake no Mariko                             | PlayStation 2  | [ 3 ]   |
| 2001 | Ico                                         | PlayStation 2  | [ 3 ]   |
| 2002 | Bravo Music: Chou Meikyoku Ban              | PlayStation 2  | [ 3 ]   |
| 2002 | Yoake no Mariko 2nd Act                     | PlayStation 2  | [ 3 ]   |
| 2002 | Dual Hearts                                 | PlayStation 2  | [ 3 ]   |
| 2002 | Wild Arms 3                                 | PlayStation 2  | [ 3 ]   |
| 2002 | Surveillance Kanshisha                      | PlayStation 2  | [ 3 ]   |
| 2002 | Otostaz                                     | PlayStation 2  | [ 3 ]   |
| 2002 | Popolocrois: Hajimari no Boken              | PlayStation 2  | [ 3 ]   |
| 2002 | Futari no Fantavision                       | PlayStation 2  | [ 3 ]   |
| 2002 | Boku no Natsuyasumi 2: Umi no Bouken Hen    | PlayStation 2  | [ 3 ]   |
| 2002 | Ape Escape 2                                | PlayStation 2  | [ 3 ]   |
| 2002 | Poinie's Poin                               | PlayStation 2  | [ 3 ]   |
| 2002 | Space Fishermen                             | PlayStation 2  | [ 3 ]   |
| 2002 | The Keihinkyuukou: Train Simulator Real     | PlayStation 2  | [ 3 ]   |
| 2002 | Dark Chronicle                              | PlayStation 2  | [ 3 ]   |
| 2002 | Gacharoku                                   | PlayStation 2  | [ 3 ]   |
| 2002 | Let's Bravo Music                           | PlayStation 2  | [ 3 ]   |
| 2002 | XI Go                                       | PlayStation 2  | [ 3 ]   |

### 2003–2005
| Any  | Tílol                                     | Plataforma(es)       | Ref(s). |
| ---- | ----------------------------------------- | -------------------- | ------- |
| 2003 | Lifeline                                  | PlayStation 2        | [ 4 ]   |
| 2003 | DekaVoice                                 | PlayStation 2        | [ 4 ]   |
| 2003 | Shibai Michi                              | PlayStation 2        | [ 4 ]   |
| 2003 | Arc the Lad: Twilight of the Spirits      | PlayStation 2        | [ 4 ]   |
| 2003 | Doko Demo Issyo: Watashi na Ehon          | PlayStation 2        | [ 4 ]   |
| 2003 | Minna no Golf Online                      | PlayStation 2        | [ 4 ]   |
| 2003 | Ka 2: Let's Go Hawaii                     | PlayStation 2        | [ 4 ]   |
| 2003 | Hungry Ghosts                             | PlayStation 2        | [ 4 ]   |
| 2003 | Flipnic: Ultimate Pinball                 | PlayStation 2        | [ 4 ]   |
| 2003 | ChainDive                                 | PlayStation 2        | [ 4 ]   |
| 2003 | Mojib-Ribbon                              | PlayStation 2        | [ 4 ]   |
| 2003 | Kuma Uta                                  | PlayStation 2        | [ 4 ]   |
| 2003 | Wild Arms: Alter Code F                   | PlayStation 2        | [ 4 ]   |
| 2003 | Everybody's Golf 4                        | PlayStation 2        | [ 4 ]   |
| 2003 | Gacharoku 2: Kondo ha Sekai Isshuu Yo!    | PlayStation 2        | [ 4 ]   |
| 2004 | Ghost in the Shell: Stand Alone Complex   | PlayStation 2        | [ 4 ]   |
| 2004 | Popolocrois: Tsuki no Okite no Bouken     | PlayStation 2        | [ 4 ]   |
| 2004 | Doko Demo Issyo: Toro to Nagareboshi      | PlayStation 2        | [ 4 ]   |
| 2004 | Koufuku Sousakan                          | PlayStation 2        | [ 4 ]   |
| 2004 | Vib-Ripple                                | PlayStation 2        | [ 4 ]   |
| 2004 | Ape Escape: Pumped & Primed               | PlayStation 2        | [ 4 ]   |
| 2004 | Finny the Fish & the Seven Waters         | PlayStation 2        | [ 4 ]   |
| 2004 | DJbox                                     | PlayStation 2        | [ 4 ]   |
| 2004 | EyeToy: Monkey Mania                      | PlayStation 2        | [ 4 ]   |
| 2004 | Doko Demo Issyo: Toro to Ippaii           | PlayStation 2        | [ 4 ]   |
| 2004 | Waga Ryuomiyo: Pride of The Dragon Peace  | PlayStation 2        | [ 4 ]   |
| 2004 | Bakufuu Slash! Kizna Arashi               | PlayStation 2        | [ 4 ]   |
| 2004 | Arc the Lad: End of Darkness              | PlayStation 2        | [ 4 ]   |
| 2004 | Everybody's Golf Portable                 | PlayStation Portable | [ 4 ]   |
| 2004 | Doko Demo Issyo                           | PlayStation Portable | [ 4 ]   |
| 2004 | Ape Escape Academy                        | PlayStation Portable | [ 4 ]   |
| 2005 | Popolocrois                               | PlayStation Portable | [ 4 ]   |
| 2005 | Ape Escape: On The Loose                  | PlayStation Portable | [ 4 ]   |
| 2005 | Wild Arms 4                               | PlayStation 2        | [ 4 ]   |
| 2005 | Bokura no Kazoku                          | PlayStation 2        | [ 4 ]   |
| 2005 | Bleach: Heat the Soul                     | PlayStation Portable | [ 4 ]   |
| 2005 | Derby Time                                | PlayStation Portable | [ 4 ]   |
| 2005 | Genji: Dawn of the Samurai                | PlayStation 2        | [ 4 ]   |
| 2005 | Kenran Butousai                           | PlayStation 2        | [ 4 ]   |
| 2005 | Ape Escape 3                              | PlayStation 2        | [ 4 ]   |
| 2005 | Kingdom of Paradise                       | PlayStation Portable | [ 4 ]   |
| 2005 | Yarudora Portable: Double Cast            | PlayStation Portable | [ 4 ]   |
| 2005 | Yarudora Portable: Kisetsu wo Dakishimete | PlayStation Portable | [ 4 ]   |
| 2005 | Yarudora Portable: Sampaguita             | PlayStation Portable | [ 4 ]   |
| 2005 | Yarudora Portable: Yukiwari no Hana       | PlayStation Portable | [ 4 ]   |
| 2005 | Bleach: Erabareshi Tamashii               | PlayStation 2        | [ 4 ]   |
| 2005 | Bleach: Heat the Soul 2                   | PlayStation Portable | [ 4 ]   |
| 2005 | Ghost in the Shell: Stand Alone Complex   | PlayStation Portable | [ 4 ]   |
| 2005 | Mawaza                                    | PlayStation 2        | [ 4 ]   |
| 2005 | Shadow of the Colossus                    | PlayStation 2        | [ 4 ]   |
| 2005 | Fuku Fuku no Shima                        | PlayStation Portable | [ 4 ]   |
| 2005 | Talkman                                   | PlayStation Portable | [ 4 ]   |
| 2005 | Ape Academy 2                             | PlayStation Portable | [ 4 ]   |
| 2005 | Work Time Fun                             | PlayStation Portable | [ 4 ]   |

### 2006–2007
| Any  | Títol                                                        | Plataforma(es)       | Ref(s). |
| ---- | ------------------------------------------------------------ | -------------------- | ------- |
| 2006 | Gunparade Orchestra: Shiro no Shou – Aomori Penguin Densetsu | PlayStation Portable | [ 5 ]   |
| 2006 | Rule of Rose                                                 | PlayStation 2        | [ 5 ]   |
| 2006 | Yarudora Portable: Blood The Last Vampire                    | PlayStation 2        | [ 5 ]   |
| 2006 | Bleach: Hanatareshi Yabou                                    | PlayStation 2        | [ 5 ]   |
| 2006 | Monster Kingdom: Jewel Summoner                              | PlayStation Portable | [ 5 ]   |
| 2006 | Blade Dancer: Lineage of Light                               | PlayStation Portable | [ 5 ]   |
| 2006 | Derby Time 2006                                              | PlayStation Portable | [ 5 ]   |
| 2006 | Bomberman: Bakufuu Sentai Bombermen                          | PlayStation Portable | [ 5 ]   |
| 2006 | XI Coliseum                                                  | PlayStation Portable | [ 5 ]   |
| 2006 | I.Q. Mania                                                   | PlayStation Portable | [ 5 ]   |
| 2006 | Gunparade Orchestra: Midori no Shou – Ookami to Ano Shounen  | PlayStation 2        | [ 5 ]   |
| 2006 | Talkman Euro                                                 | PlayStation Portable | [ 5 ]   |
| 2006 | Doko Demo Issyo: Let's Gakkou!                               | PlayStation Portable | [ 5 ]   |
| 2006 | Boku no Natsuyasumi Portable                                 | PlayStation Portable | [ 5 ]   |
| 2006 | Brave Story: New Traveller                                   | PlayStation Portable | [ 5 ]   |
| 2006 | Brave Story: Wataru's Adventure                              | PlayStation 2        | [ 5 ]   |
| 2006 | Saru! Get You! Million Monkeys                               | PlayStation 2        | [ 5 ]   |
| 2006 | LocoRoco                                                     | PlayStation Portable | [ 5 ]   |
| 2006 | Gunparade Orchestra: Ao no Shou                              | PlayStation 2        | [ 5 ]   |
| 2006 | Bleach: Heat the Soul 3                                      | PlayStation Portable | [ 5 ]   |
| 2006 | Blood+: Souyoku no Battle Rondo                              | PlayStation 2        | [ 5 ]   |
| 2006 | Blood+: Final Piece                                          | PlayStation Portable | [ 5 ]   |
| 2006 | Everybody's Tennis                                           | PlayStation 2        | [ 5 ]   |
| 2006 | Bleach: Blade Battlers                                       | PlayStation 2        | [ 5 ]   |
| 2006 | Tenchi no Mon 2: Busouden                                    | PlayStation Portable | [ 5 ]   |
| 2006 | Genji: Days of the Blade                                     | PlayStation 3        | [ 5 ]   |
| 2006 | Jeanne d'Arc                                                 | PlayStation Portable | [ 5 ]   |
| 2006 | PaRappa the Rapper                                           | PlayStation Portable | [ 5 ]   |
| 2006 | Saru! Get You! Pipo Saru Racer                               | PlayStation Portable | [ 5 ]   |
| 2006 | Wild Arms 5                                                  | PlayStation 2        | [ 5 ]   |
| 2006 | P-kara                                                       | PlayStation Portable | [ 5 ]   |
| 2007 | Talkman-Shiki Shaberingual Eigkaiwa                          | PlayStation Portable | [ 5 ]   |
| 2007 | Kikou Souhei Armodyne                                        | PlayStation 2        | [ 5 ]   |
| 2007 | Rogue Galaxy                                                 | PlayStation 2        | [ 5 ]   |
| 2007 | Bleach: Heat the Soul 4                                      | PlayStation Portable | [ 5 ]   |
| 2007 | Minna no Golf Ba Vol. 1                                      | PlayStation Portable | [ 5 ]   |
| 2007 | Folklore                                                     | PlayStation 3        | [ 5 ]   |
| 2007 | Piyotama                                                     | PlayStation 3        | [ 5 ]   |
| 2007 | Talkman-Shiki Shaberingual Eigkaiwa for Kids!                | PlayStation Portable | [ 5 ]   |
| 2007 | Boku no Natsuyasumi 3                                        | PlayStation 3        | [ 5 ]   |
| 2007 | Everybody's Golf 5                                           | PlayStation 3        | [ 5 ]   |
| 2007 | Saru! Get You! SaruSaru Big Mission                          | PlayStation Portable | [ 5 ]   |
| 2007 | Minna no Golf Ba Vol. 2                                      | PlayStation Portable | [ 5 ]   |
| 2007 | Wild Arms XF                                                 | PlayStation Portable | [ 5 ]   |
| 2007 | Rezel Cross                                                  | PlayStation Portable | [ 5 ]   |
| 2007 | LocoRoco Cocoreccho!                                         | PlayStation 3        | [ 5 ]   |
| 2007 | Bleach: Blade Battlers 2nd                                   | PlayStation 2        | [ 5 ]   |
| 2007 | Go! Sports Ski                                               | PlayStation 3        | [ 5 ]   |
| 2007 | Minna no Golf Ba Vol. 3                                      | PlayStation Portable | [ 5 ]   |
| 2007 | The Eye of Judgment                                          | PlayStation 3        | [ 5 ]   |
| 2007 | Toy Home                                                     | PlayStation 3        | [ 5 ]   |
| 2007 | Minna no Golf Ba Vol. 4                                      | PlayStation Portable | [ 5 ]   |
| 2007 | Dark Mist                                                    | PlayStation 3        | [ 5 ]   |
| 2007 | What Did I Do to Deserve This, My Lord?                      | PlayStation Portable | [ 5 ]   |
| 2007 | Everybody's Golf Portable 2                                  | PlayStation Portable | [ 5 ]   |
| 2007 | Talkman Travel                                               | PlayStation Portable | [ 5 ]   |
| 2007 | Doko Demo Issyo: Let's Gakkou! Training Hen                  | PlayStation Portable | [ 5 ]   |
| 2007 | Patapon                                                      | PlayStation Portable | [ 5 ]   |

### 2008–2009
| Any  | Títol                                     | Plataforma(es)       | Ref(s). |
| ---- | ----------------------------------------- | -------------------- | ------- |
| 2008 | Sky Diving                                | PlayStation 3        | [ 6 ]   |
| 2008 | Coded Soul: Uketsugareshi Idea            | PlayStation Portable | [ 6 ]   |
| 2008 | MyStylist                                 | PlayStation Portable | [ 6 ]   |
| 2008 | Echochrome                                | PlayStation Portable | [ 6 ]   |
| 2008 | Echochrome                                | PlayStation 3        | [ 6 ]   |
| 2008 | Nippon no Asoko de                        | PlayStation Portable | [ 6 ]   |
| 2008 | Bleach: Heat the Soul 5                   | PlayStation Portable | [ 6 ]   |
| 2008 | Shiki-Tei                                 | PlayStation 3        | [ 6 ]   |
| 2008 | The Last Guy                              | PlayStation 3        | [ 6 ]   |
| 2008 | Afrika                                    | PlayStation 3        | [ 6 ]   |
| 2008 | Xam'd: Lost Memories                      | Video                | [ 6 ]   |
| 2008 | Aquanaut's Holiday: Hidden Memories       | PlayStation 3        | [ 6 ]   |
| 2008 | What Did I Do to Deserve This, My Lord? 2 | PlayStation Portable | [ 6 ]   |
| 2008 | Bleach: Soul Carnival                     | PlayStation Portable | [ 6 ]   |
| 2008 | Derby Time Online                         | PlayStation 3        | [ 6 ]   |
| 2008 | Patapon 2                                 | PlayStation Portable | [ 6 ]   |
| 2008 | LocoRoco 2                                | PlayStation Portable | [ 6 ]   |
| 2008 | Minnya no Putter Golf                     | PlayStation 3        | [ 6 ]   |
| 2008 | White Knight Chronicles                   | PlayStation 3        | [ 6 ]   |
| 2009 | Dress                                     | PlayStation 3        | [ 6 ]   |
| 2009 | Enkaku Sousa: Shinjitsu e no 23 Nichikan  | PlayStation Portable | [ 6 ]   |
| 2009 | Demon's Souls                             | PlayStation 3        | [ 6 ]   |
| 2009 | Ape Quest                                 | PlayStation Portable | [ 6 ]   |
| 2009 | Trash Panic                               | PlayStation 3        | [ 6 ]   |
| 2009 | Bleach: Heat the Soul 6                   | PlayStation Portable | [ 6 ]   |
| 2009 | Juusei to Diamond                         | PlayStation Portable | [ 6 ]   |
| 2009 | Numblast                                  | PlayStation Portable | [ 6 ]   |
| 2009 | Numblast                                  | PlayStation 3        | [ 6 ]   |
| 2009 | Boku no Natsuyasumi 4                     | PlayStation Portable | [ 6 ]   |
| 2009 | Toro to Morimori                          | PlayStation 3        | [ 6 ]   |
| 2009 | Everybody's Sukkiri                       | PlayStation Portable | [ 6 ]   |
| 2009 | Echoshift                                 | PlayStation Portable | [ 6 ]   |
| 2009 | LocoRoco Midnight Carnival                | PlayStation Portable | [ 6 ]   |
| 2009 | Bleach: Soul Carnival 2                   | PlayStation Portable | [ 6 ]   |

### 2010–2014
| Any  | Títol                                       | Plataforma(es)       | Ref(s). |
| ---- | ------------------------------------------- | -------------------- | ------- |
| 2010 | Patchwork Heroes                            | PlayStation Portable | [ 7 ]   |
| 2010 | Everybody's Tennis Portable                 | PlayStation Portable | [ 7 ]   |
| 2010 | The Eye of Judgment: Legends                | PlayStation Portable | [ 7 ]   |
| 2010 | No Heroes Allowed                           | PlayStation Portable | [ 7 ]   |
| 2010 | Influence                                   | PlayStation Portable | [ 7 ]   |
| 2010 | Piyotama                                    | PlayStation Portable | [ 7 ]   |
| 2010 | Boku no Natsuyasumi 2                       | PlayStation Portable | [ 7 ]   |
| 2010 | White Knight Chronicles II                  | PlayStation 3        | [ 7 ]   |
| 2010 | Trick×Logic Season 1                        | PlayStation Portable | [ 7 ]   |
| 2010 | Bleach: Heat the Soul 7                     | PlayStation Portable | [ 7 ]   |
| 2010 | Trick×Logic Season 2                        | PlayStation Portable | [ 7 ]   |
| 2010 | Kung Fu Rider                               | PlayStation 3        | [ 7 ]   |
| 2010 | Beat Sketcher                               | PlayStation 3        | [ 7 ]   |
| 2010 | PlayStation Move Ape Escape                 | PlayStation 3        | [ 7 ]   |
| 2010 | Echochrome II                               | PlayStation 3        | [ 7 ]   |
| 2011 | White Knight Chronicles: Origins            | PlayStation Portable | [ 7 ]   |
| 2011 | Patapon 3                                   | PlayStation Portable | [ 7 ]   |
| 2011 | Bleach: Soul Resurrección                   | PlayStation 3        | [ 7 ]   |
| 2011 | The Ico & Shadow of the Colossus Collection | PlayStation 3        | [ 7 ]   |
| 2011 | Ico                                         | PlayStation 3        | [ 7 ]   |
| 2011 | Ore no Shikabane wo Koete Yuke              | PlayStation Portable | [ 7 ]   |
| 2011 | Everybody's Golf 6                          | PlayStation Vita     | [ 7 ]   |
| 2012 | Tokyo Jungle                                | PlayStation 3        | [ 7 ]   |
| 2012 | Everybody's Golf 6                          | PlayStation 3        | [ 7 ]   |
| 2012 | Open Me!                                    | PlayStation Vita     | [ 7 ]   |
| 2012 | Paint Park                                  | PlayStation Vita     | [ 7 ]   |
| 2013 | Soul Sacrifice                              | PlayStation Vita     | [ 7 ]   |
| 2013 | Puppeteer                                   | PlayStation 3        | [ 7 ]   |
| 2013 | Rain                                        | PlayStation 3        | [ 7 ]   |
| 2013 | No Heroes Allowed: No Puzzles Either!       | PlayStation Vita     | [ 7 ]   |
| 2014 | Knack                                       | PlayStation 4        | [ 7 ]   |
| 2014 | Soul Sacrifice Delta                        | PlayStation Vita     | [ 7 ]   |
| 2014 | Destiny of Spirits                          | PlayStation Vita     | [ 7 ]   |
| 2014 | Freedom Wars                                | PlayStation Vita     | [ 7 ]   |
| 2014 | Oreshika: Tainted Bloodlines                | PlayStation Vita     | [ 7 ]   |

### 2015–2020
| Any  | Títol                          | Plataforma(es) | Ref(s). |
| ---- | ------------------------------ | -------------- | ------- |
| 2015 | Bloodborne                     | PlayStation 4  | [ 8 ]   |
| 2016 | The Tomorrow Children          | PlayStation 4  | [ 8 ]   |
| 2016 | The Last Guardian              | PlayStation 4  | [ 8 ]   |
| 2017 | PaRappa the Rapper             | PlayStation 4  | [ 8 ]   |
| 2017 | LocoRoco                       | PlayStation 4  | [ 8 ]   |
| 2017 | Everybody's Golf               | PlayStation 4  | [ 8 ]   |
| 2017 | Patapon                        | PlayStation 4  | [ 8 ]   |
| 2017 | Knack II                       | PlayStation 4  | [ 8 ]   |
| 2017 | Japan Studio VR Music Festival | PlayStation 4  | [ 8 ]   |
| 2017 | No Heroes Allowed! VR          | PlayStation 4  | [ 8 ]   |
| 2017 | LocoRoco 2                     | PlayStation 4  | [ 8 ]   |
| 2017 | The Last Guardian VR Demo      | PlayStation 4  | [ 8 ]   |
| 2018 | Shadow of the Colossus         | PlayStation 4  | [ 8 ]   |
| 2018 | Déraciné                       | PlayStation 4  | [ 8 ]   |
| 2019 | Everybody's Golf VR            | PlayStation 4  | [ 8 ]   |
| 2019 | Monkey King: Hero Is Back      | PlayStation 4  | [ 9 ]   |
| 2020 | Patapon 2                      | PlayStation 4  | [ 8 ]   |
| 2020 | Ghost of Tsushima              | PlayStation 4  | [ 10 ]  |
| 2020 | Demon's Souls                  | PlayStation 5  | [ 11 ]  |